# Lanildut
Lanildut (bret. Lannildud) – miejscowość i gmina we Francji, w regionie Bretania, w departamencie Finistère.
Według danych na rok 1990 gminę zamieszkiwały 733 osoby, a gęstość zaludnienia wynosiła 126 osób/km² (wśród 1269 gmin Bretanii Lanildut plasuje się na 702. miejscu pod względem liczby ludności, natomiast pod względem powierzchni na miejscu 996.).